# Hua Phan
Hua Phan (Laotiaans: ຫົວພັນ, ook: Houaphanh) is een provincie van Laos. Het ligt in het oosten van het land. In de provincie bevinden zich de Viengxay-grotten en het archeologische park Hintang, bezaaid met staande megalieten.
Hua Phan is een van de armste gebieden van Laos. 

## Geschiedenis
De provincie was de thuisbasis van het Bon Man-koninkrijk sinds de 14e eeuw. Na een Vietnamese invasie in 1478, onder de latere Le-dynastie, werd het de Tran Ninh provincie van het Dai Viet-koninkrijk met als hoofdstad op Sam Chau (het huidige Sam Nuea). Het bleef een Vietnamese buitenpost tot de 19e eeuw, toen het grondgebied tijdens Franse koloniale periode werd overgedragen naar Laos.

## Divisies
De provincie bestaat uit de volgende districten:
1. Huameuang (7-05) ຫົວເມືອງ
2. Muang Et (7-08) ເມືອງແອດ
3. Sop Bao (7-07) ສົບເບົາ
4. Viengthong (7-03) ວຽງທອງ
5. Viengxay (7-04) ວຽງໄຊ
6. Xamneua (7-01) ຊຳເໜືອ
7. Xamtay (7-06) ຊຳໃຕ້
8. Xiengkhor (7-02)ຊຽງຄໍ້